# Langue des signes perse
La langue des signes perse, est la langue des signes utilisée par une partie des personnes sourdes et de leurs proches en Iran.